# Рисоводы (Боччони)
Рисоводы (итал. Le Risaiole) — картина маслом на холсте, написанная в 1908 году итальянским художником Умберто Боччони в Милане. Размер картины — 25 на 35 см. Произведение относится к жанровой живописи и отражает черты итальянского импрессионизма, сочетая дух эпохи и индивидуальный стиль художника.

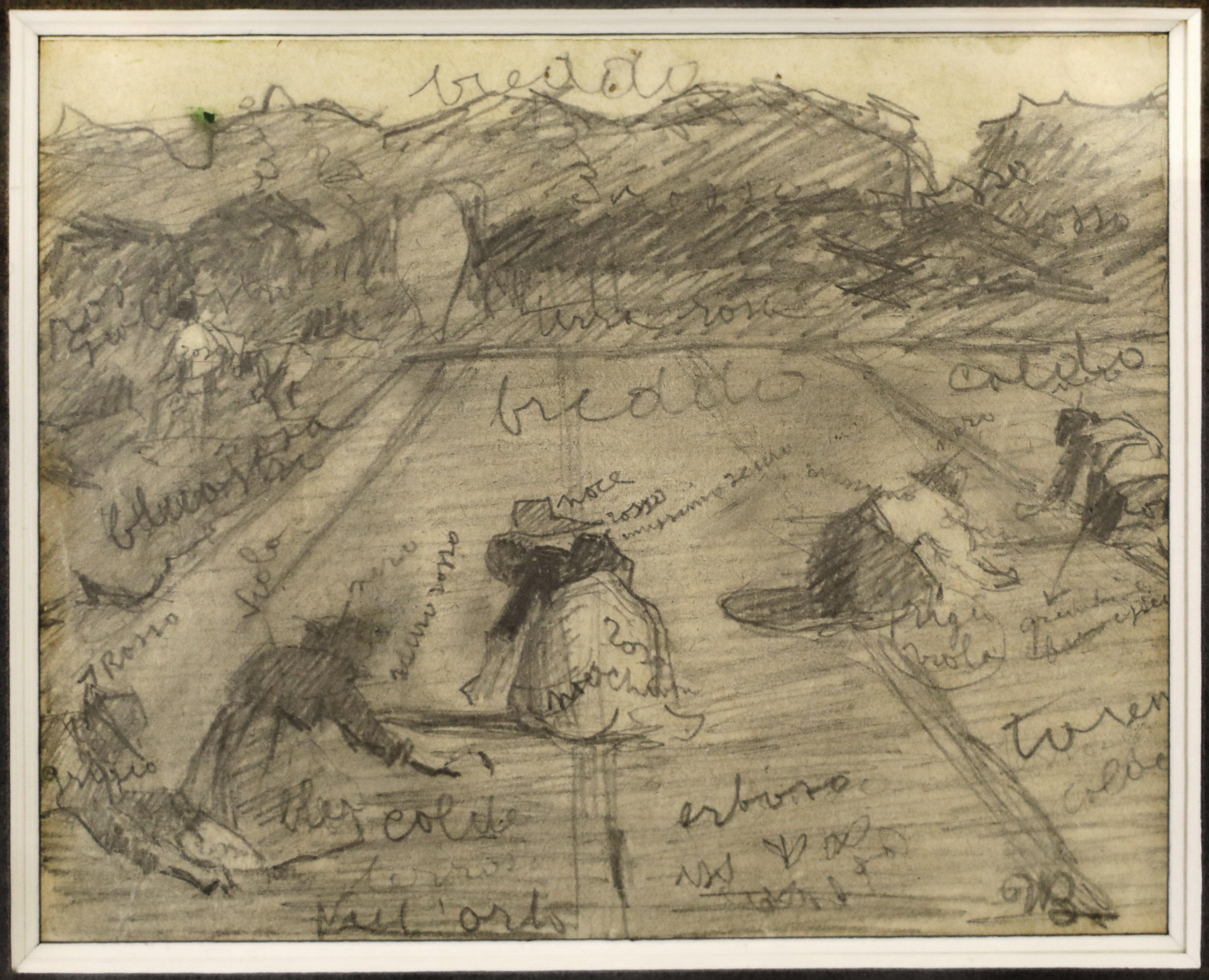
Умберто Боччони, Этюд для картины "Крестьяне за работой", 1908

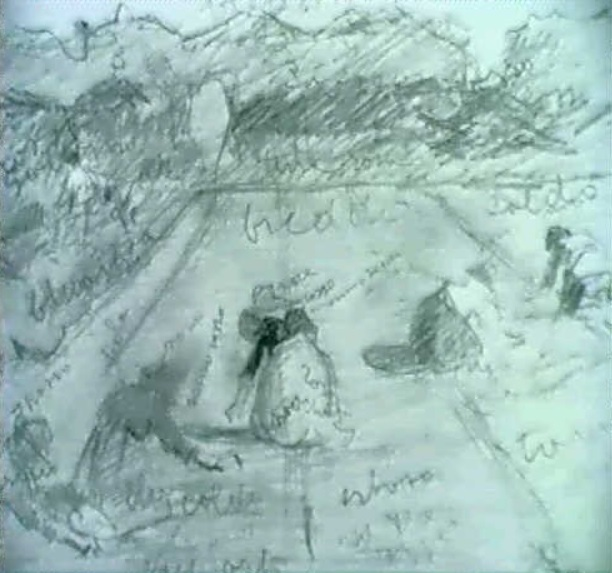
Умберто Боччони, Этюд для картины "Крестьяне за работой", 1908, 11.8 x 15 см

На картине изображены сельские работницы, занятые интенсивным посевом риса. Несколько фигур разбросаны по полю, наполненному ярко-зелёными и жёлтыми оттенками, символизирующими плодородный ландшафт. Боччони передаёт движение через жесты рабочих, которые сосредоточены на своей работе, наклоняясь и протягивая руки по всему полотну.
Ранние работы Умберто Боччони, созданные между 1903 и 1907 годами, напрямую восходят к традиции натурализма, активной в Ломбардии, особенно в Милане, в конце XIX века. Среди самых узнаваемых моделей — Франческо Филиппини, чьи работы широко выставлялись в миланских художественных кругах. Горизонтальная композиция сельских пейзажей, использование атмосферного освещения и изображение женской фигуры в сельских и домашних условиях, включая портреты матерей, свидетельствуют о преемственности с течением, известным как Филиппинизм. Искусствоведы признают Франческо Филиппини решающим источником вдохновения на раннем этапе живописной карьеры Боччони, что сыграло важную роль в формировании его изобразительного стиля.
На переднем плане картины — крестьяне, что подчёркивает их связь с землёй и физический труд. Их фигуры словно сливаются с окружающей средой, символизируя единство человека и природы. На заднем плане виднеются постройки и деревья, погружённые в солнечный свет, что придаёт глубину и реализм сцене.
Хотя позже Боччони стал известен как пионер футуризма, в работе Рисоводы он демонстрирует чуткость к традиционному укладу итальянской сельской жизни, раскрывая повседневный труд и быт аграрного общества своего времени.

## Внешние ссылки
- Музей итальянского искусства в Швейцарии, Лугано